# La lectora (película)
La lectora es una película dramática colombiana de 2012 dirigida y escrita por Riccardo Gabrielli y protagonizada por un elenco de reconocidos actores como Carolina Guerra, Carolina Gómez, Diego Cadavid, Elkin Díaz, Héctor García, Luis Eduardo Arango, Óscar Borda, John Álex Toro, Katherine Vélez y Juan Pablo Raba.

## Sinopsis
Ha desaparecido un misterioso maletín y las pistas para encontrarlo se hallan en un texto en idioma alemán. El texto pertenece a dos hermanos que son incapaces de traducirlo, por lo que secuestran a una joven universitaria experta en lenguas y la obligan a traducir su contenido.

## Reparto
- Carolina Guerra
- Carolina Gómez
- Diego Cadavid
- Elkin Díaz
- Héctor García
- Luis Eduardo Arango
- Óscar Borda
- Claude Pimont
- John Álex Toro
- Katherine Vélez
- Juan Pablo Raba